# Ellison Shoji Onizuka
Ellison Shoji Onizuka dr. (Kealakekua, Kona, Hawaii, 1946. június 24. – Cape Canaveral, Florida, 1986. január 28.) amerikai kutató-mérnök,  űrhajós, ezredes.

## Életpálya
1969-ben az University of Colorado keretében repülőgép mérnökként doktori oklevelet szerzett. A Légierő (USAF) repülőgép teszt-mérnöke. Részt vett berepülési programok és rendszerek biztonságtechnikai vizsgálatában. 1974-1975 között részt vett a USAF Teszt Pilóta Iskolájának átfogó vizsgálatában (oktatás minősége, technikai eszközök állapota). Kinevezték az iskola műszaki támogató csoportjának vezetőjévé. Több mint 1700 órát töltött a levegőben (repülő/űrrepülő).
1978. január 16-tól a Lyndon B. Johnson Űrközpontban részesült űrhajóskiképzésben. Kiképzett űrhajósként részt vett az STS–1, STS–2 küldetést segítő támogató (tanácsadó, problémamegoldó) csoportjában. Az űrrepülőgép és rendszereinek (műszerek, eszközök) tesztelésében aktívan vett részt. Egy űrszolgálata alatt összesen 3 napot, 1 órát, 33 percet (73 óra) töltött a világűrben.  Az 1986. január 28-án történt Challenger-katasztrófa során (STS–51–L) vesztette életét.
- Tiszteletére a Sunnyvale Air Force Stationt átkeresztelték Onizuka AFB-re.
- A 3355-ös aszteroidát nevére keresztelték.

## Űrrepülések
- STS–51–C, a Discovery űrrepülőgép 3. repülésének küldetésfelelőse. Egy katonai műholdat állítottak pályairányba. Első űrszolgálata alatt összesen 3 napot, 1 órát, 33 percet és 23 másodpercet (73 óra) töltött a világűrben. 2 010 000 kilométert (1 250 000 mérföldet) repült, 49 kerülte meg a Földet.
- STS–51–L,  a Challenger űrrepülőgép 10. repülésének küldetésfelelőse. A küldetés a repülés 73. másodpercében katasztrófába torkollott.